# Уэтерфорд (Оклахома)
Уэтерфорд (англ. Weatherford ) — город в округе Кастер, штат Оклахома, США. На момент переписи 2020 года численность населения составляла 12 076 человек, что примерно на 11,5% больше, чем 10 833 человека по данным переписи 2010 года.

## Население
| 2010   | 2020    |
| ------ | ------- |
| 10 833 | ↗12 076 |